# Helmut Berschin
Helmut Berschin (* 18. Oktober 1940 in Augsburg) ist ein deutscher Sprachwissenschaftler.
Der Bruder des Latinisten Walter Berschin war zuletzt Professor für Romanische Philologie an der Universität Gießen. Von seinen Schriften gilt Die spanische Sprache (1. Aufl. 1987) inzwischen als Standardwerk. Berschin wurde mit der Dissertation Präteritum- und Perfektgebrauch im heutigen Spanisch 1974 promoviert und habilitierte sich im Jahre 1981 ebenfalls am Institut für Romanistik an der Universität Regensburg.
Berschin ist Vater von zwei Kindern und lebt in Augsburg. Seit 2010 ist er mit der Politikerin Ursula Männle verheiratet. Er setzt sich für das Bairische ein.

## Schriften (Auswahl)
- Deutschland – ein Name im Wandel. Die deutsche Frage im Spiegel der Sprache, Olzog, München/Wien 1979, ISBN 3-7892-7180-2.
- Die spanische Sprache. Verbreitung – Geschichte – Struktur, mit Julio Fernández-Sevilla (1940–1985) und Josef Felixberger, Hildesheim 1987, 3. Aufl. 2005, ISBN 3-487-12814-4.
- Französische Sprachgeschichte, mit Hans Goebl und Josef Felixberger, 2. Aufl., Olms 2008.
- Deutschland im Spiegel der französischen Literatur, München, 1992. ISBN 3-406-36614-7.
- A proposito de la teoria de los tiempos verbales: Perfecto simple y perfecto compuesto en el español peninsular y colombiano. In: Thesaurus 30: 539–556 (1975)
- Präteritum- und Perfektgebrauch im heutigen Spanisch. Bd. 157 Beihefte zur Zeitschrift für romanische Philologie, Max Niemeyer, Tübingen 1976, ISBN 3-484-52062-0

## Features
- 2008: Hesitationsphänomene – Oder: Die deutsche ÄH-Klasse – Regie: Klaus-Michael Klingsporn (Feature – DKultur)